# Némo Flouret
Pour les articles homonymes, voir Flouret.
Némo Flouret est un danseur et chorégraphe français né en 1995. 

## Biographie
Némo Flouret suit une formation au CNSMD en danse puis en Belgique à P.A.R.T.S. au sein de l"école de la chorégraphe belge Anne Teresa De Keersmaeker. 
Il est d'abord interprète, puis en 2018 il fonde une plateforme de recherches, de création, de diffusion et de développement chorégraphique nommé Bleu Printemps Production avec Solène Wachter et Georges Labbat avec lesquels il collabore.

### Débuts avec Anne Teresa De Keersmaeker:Forêt
En 2020,  Anne Teresa De Keersmaeker et Némo Flouret créent un spectacle « muséal » à la Fondation Beyeler à Bâle, autour des sculptures d’Auguste Rodin et de Hans Arp.
Némo Flouret effectue ses premières performances dans la cadre du Festival d'Automne 2022 au Louvre  avec Forêt d'Anne Teresa De Keersmaeker, Nemo Flouret et Rosas. Forêt  est un projet muséal proposé au premier étage de l’aile Denon du Musée du Louvre. Seuls et à plusieurs, rejouant les poses ou décomposant les tableaux, 11 danseurs et danseuses nous invitent à regarder autrement des tableaux comme La Joconde de Vinci, Les noces de Cana de Véronèse. « Il fait bon se perdre dans la Forêt »

### 900 Something Days Spent in the XXth Century
Némo Flouret chorégraphie en 2021 900 Something Days Spent in the XXth Century, présenté à le Grande halle de la Villette en décembre 2022. Un décor urbain, post-industriel, se peuple peu à peu de corps qui vont progressivement lui donner vie, au rythme trépidant.
Un ballet punk et féérique : « Des rotations de l’épaule vers l’avant, le bras tendu, qui recréent le mouvement d’une hélice de moulin », « Une fresque générationnelle aussi vitaminée que mélancolique » où les spectateurs déambulent au milieu des danseurs.

### Derniers feux
Pour Derniers feux, il présente au Festival d'Avignon 2025 une création qui selon Libération fait partie des spectacles à ne pas manquer. Némo Flouret met en mouvement ses dix performeurs autour d'une idée de feu d'artifice, et plus précisément le moment de peur et d'excitation qui précède la première salve. La scénographie de la pièce est signée Philippe Quesne.

## Spectacles

### Interprète
- 2019 : Bérézina, conception David Wampach, Uzès Danse
- 2022 : Dark Red, chorégraphie Anne Teresa De Keersmaeker, Théâtre Royal de la Monnaie[14]
- 2023 : Club Amour, conception Boris Charmatz, Tanztheater Wuppertal
- 2024 : Five Dolly Shots, conception Nicolas Clauss, Théâtre Garonne[15]
- 2024 : Aatt enen tionon, chorégraphie Boris Charmatz, Festival d'Automne à Paris

### Chorégraphe
- 2022 : 900 Something Days Spent in the XXth Century, La Villette[16]
- 2022 : Forêt, co-conception avec Anne Teresa De Keersmaeker, Musée du Louvre
- 2024 : 900SATELLITES, actOral
- 2025 : Derniers feux, Festival d'Avignon